# Le Pays qui fermente
 (juillet 2025).
Pour plus de détails, voir Fiche technique et Distribution.
Le Pays qui fermente (Nella terra che divampa) est un film italien réalisé par Enrico Guazzoni, sorti en 1912.

## Fiche technique
- Titre : Le Pays qui fermente
- Titre original : Nella terra che divampa
- Réalisation : Enrico Guazzoni
- Pays d'origine : Royaume d'Italie
- Format : Noir et blanc - 1,33:1 - Film muet
- Genre : court métrage
- Date de sortie : 1912

## Distribution
- Ignazio Lupi
- Augusto Mastripietri
- Amleto Novelli
- Gianna Terribili-Gonzales
- Gastone Monaldi